# Choerades dioctriaeformis
Choerades dioctriaeformis là một loài ruồi trong họ Asilidae. Choerades dioctriaeformis được Meigen miêu tả năm 1820. Loài này phân bố ở vùng Cổ Bắc giới.